# Determinizam
Determinizam (lat. determinare ograničiti, odrediti) ili predodredba je metafizička teza da postoji samo jedna budućnost s obzirom na događaje iz prošlosti i zakone prirode. Negacija te teze je indeterminizam ili neodredba.

## Vrste determinizma
Na temelju onoga što čini da je samo jedna budućnost moguća s obzirom na događaje iz prošlosti i zakone prirode, mogu se razlikovati tri vrste determinizma: teološki, fizikalno uzročni i metafizičko logički determinizam.

### Teološki determinizam
Bog svojom voljom uzročno preodređuje da postoji samo jedna fizikalno moguća budućnost. Božja volja, kao dio božanskog savršenstva, nezaustavljiva je od bilo čega drugoga i time sve njene posljedice su nužne. Na primjer, ako Bog odluči da će Ivan sutra igrati nogomet, Ivan će sutra igrati nogomet i nemoguće je da bude drugačije.

### Fizikalno uzročni determinizam
Svaki je događaj uzročno preodređen fizikalnim uzrokom, i fizikalno je nemoguće da se fizikalni uzrok pojavi a događaj ne dogodi.

### Metafizičko logički determinizam
Prošlost i zakoni prirode logički sadrže samo jednu fizikalno moguću budućnost. Metafizički je nemoguće da budućnost bude drugačija nego jest s obzirom na prošlost i zakone prirode. Izraženo formalnije: Ako su p i q tvrdnje koje iskazuju cjelokupno stanje svijeta u nekim trenutcima, onda konjunkcija tvrdnje p s tvrdnjom koja iskazuje zakone prirode sadrži q. Kako je logičko sadržanje simetrična relacija, budućnost i zakoni prirode logički sadrže samo jednu fizikalno moguću prošlost. Na temelju svega ovoga, metafizičko logički determinizam se može alternativno formulirati kao teza da zakoni prirode logički sadrže samo jedan fizikalno mogući sljed događaja. 

## Poznati deterministi
- Stoici
- Alfred Jules Ayer
- Albert Einstein
- Thomas Hobbes
- Paul Thiry d'Holbach
- Ted Honderich
- Baruch de Spinoza
- David Hume
- William James
- Pierre-Simon Laplace
- John Locke
- Marshall McLuhan
- Julien Offray de La Mettrie
- Karl Marx
- John Stuart Mill
- Max Planck
- Friedrich Nietzsche
- Sigmund Freud

## Vanjske poveznice
- Determinizam i filozofija slobode